# 得格朗县
得格朗县是越南得农省下辖的一个县。

## 地理
得格朗县北接克容诺县，南接林同省保林县和夷灵县，东接林同省林河县和丹龙县，西接嘉义市和得双县。

## 历史
2005年6月27日，得农县以嘉义市镇、广城社和得涅社1市镇2社析置嘉义市社，并更名为得格朗县。
2007年10月18日，广山社析置广和社。
2010年7月6日，得波劳社并入得顺社，广溪社析置新的得波劳社。

## 行政区划
得格朗县下辖7社，县莅广溪社。
- 广溪社（Xã Quảng Khê）
- 广山社（Xã Quảng Sơn）
- 广和社（Xã Quảng Hòa）
- 得呵社（Xã Đắk Ha）
- 得顺社（Xã Đắk Som）
- 得热芒社（Xã Đắk R'Măng）
- 得波劳社（Xã Đắk Plao）